# إسبلونكر إتش دي
إسبلونكر إتش دي (بالإنجليزية: Spelunker HD)‏ ، وتسمى في النسخة اليابانية مينا دي إسبلونكر (باليابانية: みんなでスペランカー) ، هي لعبة فيديو إلكترونية يابانية من نوع منصات، وهي إعادة إصدار مطور للعبة الأصلية التي أنتجت سنة 1985م، وتعمل حصراً لنظام التشغيل بلاي ستيشن 3.